# Łazy (gmina)
Łazy (do 1947 gmina Rokitno-Szlacheckie) – gmina miejsko-wiejska w Polsce położona w województwie śląskim, w powiecie zawierciańskim. W latach 1975–1998 gmina administracyjnie należała do województwa katowickiego.
Siedziba gminy to Łazy.
Według danych z 30 czerwca 2004 gminę zamieszkiwało 16 077 osób.

## Struktura powierzchni
Według danych z roku 2002 gmina Łazy ma obszar 132,56 km², w tym:
- użytki rolne: 47%
- użytki leśne: 44%

Gmina stanowi 13,21% powierzchni powiatu.

## Demografia

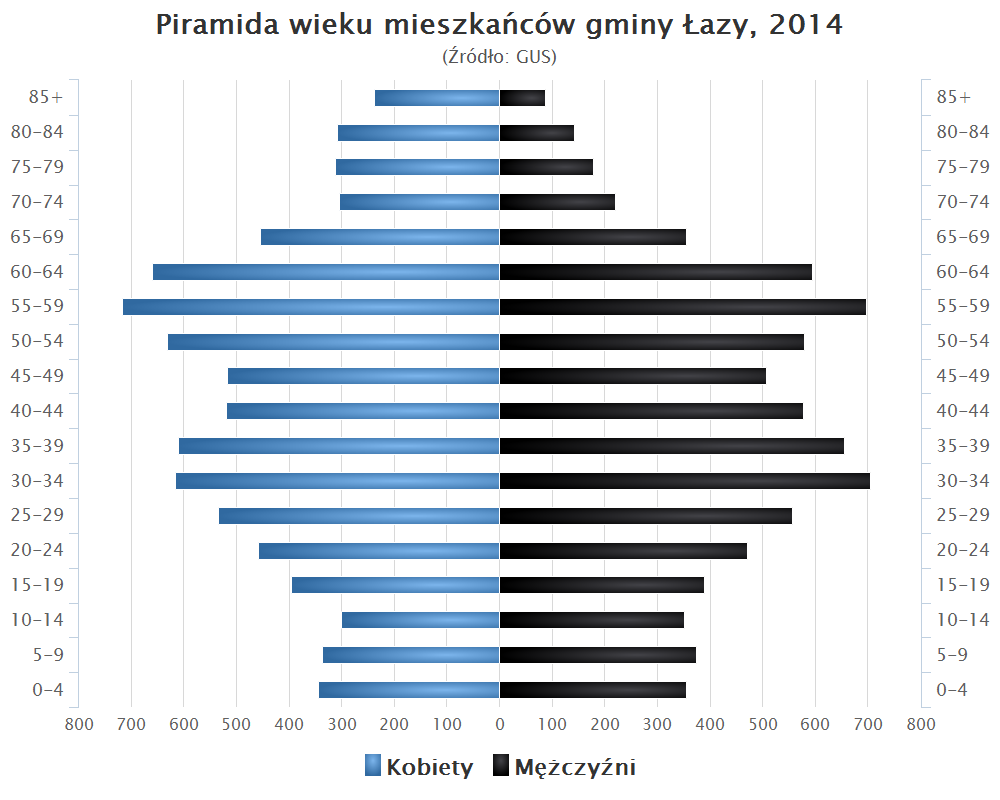
Piramida wieku mieszkańców gminy Łazy w 2014 roku

Dane z 30 czerwca 2004:
| Opis                              | Ogółem | Ogółem | Kobiety | Kobiety | Mężczyźni | Mężczyźni |
| --------------------------------- | ------ | ------ | ------- | ------- | --------- | --------- |
| jednostka                         | osób   | %      | osób    | %       | osób      | %         |
| populacja                         | 16 077 | 100    | 8275    | 51,5    | 7802      | 48,5      |
| gęstość zaludnienia (mieszk./km²) | 121,3  | 121,3  | 62,4    | 62,4    | 58,9      | 58,9      |

## Miejscowości

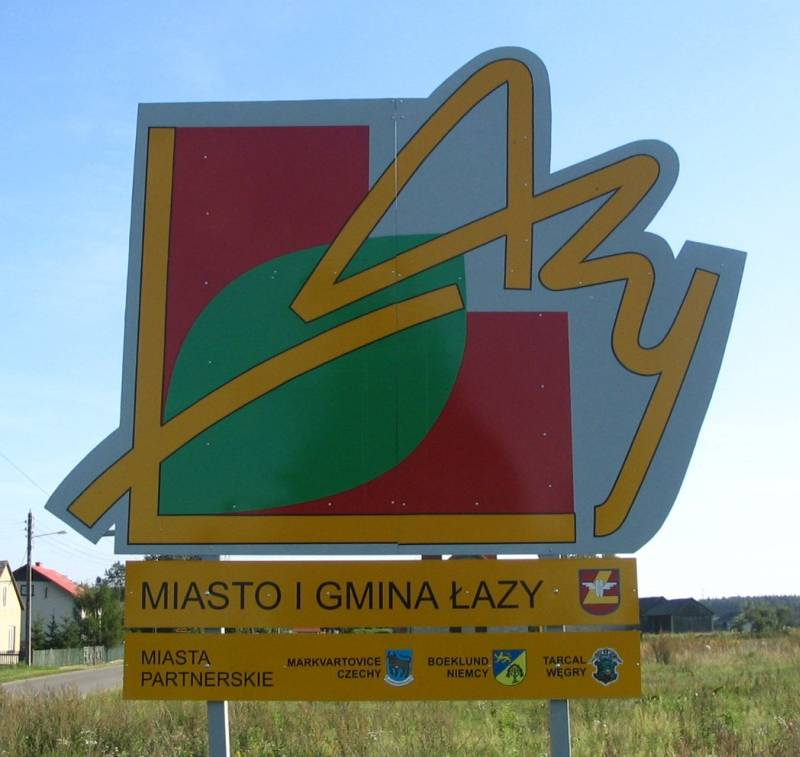
Tablica informacyjna na granicy gminy

W skład gminy wchodzi miasto Łazy i 14 sołectw:
- Chruszczobród
  - Gawronów (część wsi)
  - Kolejowe (część wsi)
- Chruszczobród-Piaski
  - Borowiec (część wsi)
- Ciągowice
  - Ciągowice (osada leśna)
  - Zacisze (część Ciągowic)
  - Zazdrość (przysiółek Ciągowic)
- Grabowa
  - Błojec (część wsi)
  - Piaski (część wsi)
  - Skałbania (przysiółek)
  - Zawądródź (część wsi)
- Hutki Kanki
  - Centuria (część wsi)
- Kuźnica Masłońska
- Mitręga
- Niegowonice
  - Dębina (część wsi)
  - Niwa-Męczywoda (część wsi)
  - Pasieki (część wsi)
  - Słotwina (część wsi)
- Niegowoniczki
  - Jeziorowice (część wsi)
  - Niwa Zagórczańska (przysiółek Niegowoniczek)
- Rokitno Szlacheckie
  - Kazimierówka (przysiółek wsi Rokitno Szlacheckie)
  - Laskowa (część wsi)
- Trzebyczka
  - Trzebyczka (osada leśna)
- Turza
  - Kądzielów (przysiółek Turzy)
- Wiesiółka
- Wysoka
  - Wały (przysiółek wsi)

## Powierzchnia
Gmina zajmuje obszar 13256 hektarów (2002). Użytki rolne zajmują 47% powierzchni, z czego 26% przypada na grunty orne, 20% na łąki i pastwiska, 1% na sady. Lasy zajmują 44%, natomiast pozostałe grunty i nieużytki 9% ogólnej powierzchni.

## Ludność
Liczba mieszkańców (2002) wynosi 16 000 osób. Średnia gęstość zaludnienia to 122 osoby na km² (miasto Łazy 837, sołectwa 72 osób na km²).
Mała przydatność do produkcji rolniczej większości występujących tutaj gleb sprawia, że gmina nie jest typowo rolnicza. Ludność znajduje zatrudnienie w pobliskich ośrodkach przemysłowych w Zawierciu i Dąbrowie Górniczej.

## Przemysł
Na terenie gminy zarejestrowanych jest około 1200 podmiotów gospodarczych (2002). Do największych
zakładów na terenie gminy należą
- Zakład produkcji okien Kozioł
- Stacja Paliw
- Salon RTV / AGD
- Stalobrex Sp. z o.o.
- Tradepol Sp. z o.o.
- Ziegler Place Zabaw od A do Z

## Edukacja
- 2 przedszkola,
- 8 szkół podstawowych, w tym 6 z oddziałami przedszkolnymi,
- 1 szkoła ponadgimnazjalna

## Opieka zdrowotna
- 7 przychodni
- 3 apteki
- prywatne gabinety stomatologiczne

## Sąsiednie gminy
Dąbrowa Górnicza, Klucze, Ogrodzieniec, Poręba, Siewierz, Zawiercie

## Miasta partnerskie
- Tarcal  Węgry
- Santovka  Słowacja
- Böklund  Niemcy
- Raismes  Francja
- Markvartovice  Czechy